# Liste des États princiers du Raj britannique
À la veille de l'indépendance de l'Inde et du Pakistan en 1947, le Raj britannique comptait 562 États princiers.
Les monarques de ces États portaient des titres différents (raja, maharaja, chatrapati, nawab, khan, nizam, etc.). La couronne britannique était représentée dans chaque État par un résident. Il y avait un résident individuel pour chacun des quatre plus grands États princiers, les autres étaient regroupés en différentes agences.

## États princiers au 14 août 1947

### Résidences individuelles
| État princier      | Résident britannique                                                                         | État actuel                                                                                | Titre et dernier(s) dirigeant(s)                                                                |
| ------------------ | -------------------------------------------------------------------------------------------- | ------------------------------------------------------------------------------------------ | ----------------------------------------------------------------------------------------------- |
| Hyderabad          | Résidence individuelle                                                                       | Andhra Pradesh, Maharastra, Madhya Pradesh, Chhattisgarh et Karnataka (Inde)               | Nizam 1911-1950 Osman-Ali-Khan-Asaf-Jah VII (°1886+1967)                                        |
| Jammu-et-Cachemire | Résidence individuelle                                                                       | Jammu-et-Cachemire (Inde), Azad Kashmir et Gilgit-Baltistan (Pakistan) et Xinjiang (Chine) | Maharaja 1925-1952 Hari-Singh (°1895+1961)                                                      |
| Mysore             | Résidence individuelle                                                                       | Karnataka (Inde)                                                                           | Maharaja 1940-1949 Jaya-Chamorajendra (°1919+1974)                                              |
| Sikkim             | Résidence individuelle                                                                       | Sikkim (Inde)                                                                              | Chogyal 1914-1963 Tashi-Namgyal (°1893+1963) puis 1963-1975 Palden-Thondup-Namgyal (°1923+1982) |
| Travancore         | Résidence individuelle (statut de résidence individuelle au sein de la présidence de Madras) | Kerala et Tamil Nadu (Inde)                                                                | Maharaja 1924-1949 Bala-Rama-Varma III (°1912+1991)                                             |

### Agence du Baloutchistan
| État princier | Agent ou résident britannique | Province actuelle | Titre et dernier(s) dirigeant(s)                   |
| ------------- | ----------------------------- | ----------------- | -------------------------------------------------- |
| Kalat         | Agent de Kalat                | Baloutchistan     | Khan 1933-1955 Ahmed-Yar-Khan (°1904+1979)         |
| Kharan        | Agent de Kalat                | Baloutchistan     | Nawab 1911-1955 Habiboullah-Khan (°1897+1958)      |
| Las Bela      | Agent de Kalat                | Baloutchistan     | Jam-Sahib 1937-1955 Gholam-Qader-Khan (°1920+1988) |
| Makran        | Agent de Kalat                | Baloutchistan     | Nawab 1922-1948 Azam-Khan puis 1948-1955 Bai-Khan  |

### Agence des États du Deccan
| État princier    | Agent ou résident britannique | État actuel        | Titre et dernier(s) dirigeant(s)                                                         |
| ---------------- | ----------------------------- | ------------------ | ---------------------------------------------------------------------------------------- |
| Akalkot          |                               | Maharashtra (Inde) | Raja 1923-1948 Vijayasinh-Rao (°1915+1952)                                               |
| Aundh            |                               | Maharashtra (Inde) | Pant-Prathinidi 1909-1948 Bhavan-Rao (°1868+1951)                                        |
| Bhor             |                               | Maharashtra (Inde) | Raja 1922-1948 Raghunath-Rao III (°1878+1951)                                            |
| Jamkhandi        |                               | Karnataka (Inde)   | Raja 1924-1947 Shankar-Rao (°1906+1947) puis 1947-1948 Parashuram-Rao II (°1926+1953)    |
| Janjira          |                               | Maharashtra (Inde) | Nawab 1922-1948 Mohammed-Khan III (°1914+1972)                                           |
| Jath             |                               | Maharashtra (Inde) | Raja 1928-1948 Vijayasinh-Rao (°1909+1998)                                               |
| Kolhapur         | Résident de Kolhapur          | Maharashtra (Inde) | Maharaja 1947-1949 Shahaji II (°1910+1983)                                               |
| Kurundwad Senior |                               | Maharashtra (Inde) | Rao 1942-1948 Chintaman-Rao II (°1921+1980)                                              |
| Kurundwad        |                               | Maharashtra (Inde) | Co-Rao 1934-1948 Ganpat-Rao III (°1924+2004) et 1942-1948 Raghunath-Rao III (°1922+2007) |
| Mudhol           |                               | Karnataka (Inde)   | Raja 1937-1948 Bhairavsinh-Rao (°1929+1984)                                              |
| Phaltan          |                               | Maharashtra (Inde) | Raja 1916-1948 Maloji-Rao IV (°1896+1978)                                                |
| Sangli           |                               | Maharashtra (Inde) | Raja 1901-1948 Chintaman-Rao II (°1890+1965)                                             |
| Savanur          |                               | Karnataka (Inde)   | Nawab 1892-1948 Abdul-Majid Khan II (°1890+1954)                                         |
| Savantvadi       |                               | Maharashtra (Inde) | Raja 1937-1948 Shivram-Savant (°1927+1995)                                               |

### Résidence de Gwalior
| État princier     | Agent ou résident britannique | État actuel           | Titre et dernier dirigeant                 |
| ----------------- | ----------------------------- | --------------------- | ------------------------------------------ |
| Gwalior           | Résidence propre              | Madhya Pradesh (Inde) | Maharaja 1925-1948 Jivaji-Rao (°1916+1961) |
| Garha             | Résident de Gwalior           | Madhya Pradesh (Inde) |                                            |
| Khaniyadhana (en) | Résident de Gwalior           | Madhya Pradesh (Inde) | Raja 1938-1948 Davendra-Pratap-Singh       |
| Rajgarh           | Résident de Gwalior           | Madhya Pradesh (Inde) | Raja 1936-1948 Bikramaditya Singh          |
| Rampur            | Résident de Gwalior           | Uttar Pradesh (Inde)  | Nawab 1930-1949 Raza-Ali Khan (°1906+1966) |

### Présidence de Madras
| État princier | Agent ou résident britannique          | État actuel           | Titre et dernier(s) dirigeant(s)                                                              |
| ------------- | -------------------------------------- | --------------------- | --------------------------------------------------------------------------------------------- |
| Banganapalle  | Collecteur du district de Kurnool      | Andhra Pradesh (Inde) | Nawab 1922-1948 Fazl-Ali-Khan III (°1901+1948)                                                |
| Cochin        |                                        | Kerala (Inde)         | Maharaja 1946-1948 Kerala-Varma VII (°1870+1948) puis 1948-1949 Rama-Varma XVIII (°1876+1964) |
| Pudukkottai   | Collecteur du district de Trichinopoly | Tamil Nadu (Inde)     | Raja 1928-1948 Rajagopala (°1922+1997)                                                        |
| Sandur        | Collecteur du district de Bellary      | Karnataka (Inde)      | Raja 1928-1949 Jeswant-Rao (°1908+1996)                                                       |

### Agence des États de la Frontière du Nord-ouest
| État princier | Agent ou résident britannique     | État actuel                   | Titre et dernier(s) dirigeant(s) |
| ------------- | --------------------------------- | ----------------------------- | --- |
| Amb           | Commissaire assistant de Mansehra | Khyber Pakhtunkhwa (Pakistan) | Nawab 1936-1969 Mohammed-Farid Khan |
| Chitral       |                                   | Khyber Pakhtunkhwa (Pakistan) | Mehtar 1943-1948 Mohammed-Mozaffer ul-Molk (°1901+1948) puis 1949-1954 Saif ur-Rahman (°1926+1954) et 1954-1969 Mohammed-Saif ul-Molk (°1950+2011) |
| Dir           |                                   | Khyber Pakhtunkhwa (Pakistan) | Khan 1925-1960 Mohammed-Shah-Jahan-Khan (°1890+1960) puis 1960-1969 Mohammed-Shah-Khosru-Khan (°1936-                                              |
| Phulra        |                                   | Khyber Pakhtunkhwa (Pakistan) | Nawab 1935-1973 Abdul-Latif-Khan |
| Swat          |                                   | Khyber Pakhtunkhwa (Pakistan) | Wali 1917-1949 Abdul-Wadud (°1881+1971) puis 1949-1969 Jahanzed (°1908+1987)                                                                       |

### Agence de Gilgit
| État princier | Agent ou résident britannique | État actuel                 | Titre du dernier dirigeant                     |
| ------------- | ----------------------------- | --------------------------- | ---------------------------------------------- |
| Hunza         | Agence de Gilgit              | Gilgit-Baltistan (Pakistan) | Mir 1946-1974 Mohammed-Jamal-Khan (°1912+1976) |
| Nagar         | Agence de Gilgit              | Gilgit–Baltistan (Pakistan) | Mir 1940-1974 Showkat-Ali-Khan (°1920+2003)    |

### Province du Sind
| État princier | Agent ou résident britannique | État actuel     | Titre et dernier(s) dirigeant(s)                                                           |
| ------------- | ----------------------------- | --------------- | ------------------------------------------------------------------------------------------ |
| Khairpur      |                               | Sind (Pakistan) | Mir 1935-1947 Faiz-Mohammed-Khan II (°1913+1954) puis 1947-1955 Ali-Mourad-Khan II (°1933- |

### Agence des États du Pendjab
| État princier | Agent ou résident britannique | État actuel               | Titre et dernier(s) dirigeant(s)                                                          |
| ------------- | ----------------------------- | ------------------------- | ----------------------------------------------------------------------------------------- |
| Bahawalpur    |                               | Pendjab (Pakistan)        | Nawab 1907-1955 Sadiq-Mohammed Khan V (°1904+1966)                                        |
| Bilaspur (en) |                               | Himachal Pradesh (Inde)   | Raja 1927-1948 Anand-Chand (°1913+1983)                                                   |
| Faridkot      |                               | Pendjab (Inde)            | Raja 1918-1948 Harindra-Singh (°1915+1989)                                                |
| Jînd          |                               | Pendjab et Haryana (Inde) | Maharaja 1887-1948 Ranbir-Singh (°1879+1948) puis 1948 Rajbir-Singh (°1918+1959)          |
| Kalsia        |                               | Haryana (Inde)            | Raja 1908-1947 Ravi-Sher-Singh (°1902+1947) puis 1947-1948 Karan-Sher-Singh (°1933+1961)  |
| Kapurthala    |                               | Pendjab (Inde)            | Maharaja 1877-1948 Jagatjit Singh (°1872+1949)                                            |
| Loharu        |                               | Haryana (Inde)            | Nawab 1926-1948 Aminuddin-Ahmed-Khan II (°1911+1983)                                      |
| Maler Kotla   |                               | Pendjab (Inde)            | Nawab 1948-1947 Ahmed-Ali-Khan (°1881+1947) puis 1947-1948 Iftikhar-Ali-Khan (°1904+1982) |
| Mandi         |                               | Himachal Pradesh (Inde)   | Raja 1913-1948 Jogindra-Sen (°1904+1986)                                                  |
| Patiala       |                               | Pendjab (Inde)            | Maharaja 1938-1948 Yadavendra-Singh (°1913+1974)                                          |
| Sidhowal      |                               | Pendjab (Inde)            | Raja                                                                                      |
| Sirmur        |                               | Himachal Pradesh (Inde)   | Maharaja 1933-1948 Rajendra-Prakash (°1913+1964)                                          |
| Suket         |                               | Himachal Pradesh (Inde)   | Raja 1919-1948 Lakshman-Sen (°1895+1970)                                                  |
| Garhwal       |                               | Uttarakhand (Inde)        | Maharaja 1946-1949 Manabendra-Shah (°1921+2007)                                           |

### Agence du Rajputana
| État            | Agent ou résident britannique | État actuel      | Titre et dernier(s) dirigeant(s)                                                                                                   |
| --------------- | ----------------------------- | ---------------- | --- |
| Alwar           | Résident du Mont Abu          | Rajasthan (Inde) | Maharaja 1937-1948 Tej-Singh (°1911+2009)                                                                                          |
| Banswara (en)   | Résident du Mont Abu          | Rajasthan (Inde) | Maharawal 1944-1949 Chandraveer-Singh (°1909+1985)                                                                                 |
| Bharatpur       | Résident du Mont Abu          | Rajasthan (Inde) | Maharaja 1929-1948 Brijendra-Singh (°1918+1995)                                                                                    |
| Bikaner         | Résident du Mont Abu          | Rajasthan (Inde) | Maharaja 1943-1949 Sadul-Singh (°1902+1950)                                                                                        |
| Bundi           | Résident du Mont Abu          | Rajasthan (Inde) | Maharao-Raja 1945-1949 Bahadur-Singh (°1920+1977)                                                                                  |
| Dholpur         | Résident du Mont Abu          | Rajasthan (Inde) | Maharaja-Rana 1911-1948 Udaibhan-Singh (°1893+1954)                                                                                |
| Dungarpur       | Résident du Mont Abu          | Rajasthan (Inde) | Maharawal 1918-1949 Lakshman-Singh (°1908+1989)                                                                                    |
| Jaipur          | Résident du Mont Abu          | Rajasthan (Inde) | Maharaja 1922-1949 Man-Singh II (°1911+1970)                                                                                       |
| Jaisalmer (en)  | Résident du Mont Abu          | Rajasthan (Inde) | Maharawal 1914-1949 Jawahir-Singh (°1882+1949) puis 1949 Girdhar-Singh (°1907+1950)                                                |
| Jhalawar (en)   | Résident du Mont Abu          | Rajasthan (Inde) | Maharaja-Rana 1943-1949 Harish-Chandra-Singh (°1921+1967)                                                                          |
| Jodhpur         | Résident du Mont Abu          | Rajasthan (Inde) | Maharaja 1918-1947 Umaid-Singh (°1903+1947) puis 1947-1949 Hanwant-Singh (°1923+1952)                                              |
| Karauli         | Résident du Mont Abu          | Rajasthan (Inde) | Maharaja 1927-1947 Bhom-Pal (°1866+1947) puis 1947-1948 Ganesh-Pal (°1906+1984)                                                    |
| Kishangarh      | Résident du Mont Abu          | Rajasthan (Inde) | Maharaja 1939-1949 Sumair-Singh (°1929+1971)                                                                                       |
| Kotah           | Résident du Mont Abu          | Rajasthan (Inde) | Maharao 1940-1949 Bhim-Singh II (°1909+1991)                                                                                       |
| Kushalgarh (en) | Résident du Mont Abu          | Rajasthan (Inde) | Rao |
| Lawa Sardargarh | Résident du Mont Abu          | Rajasthan (Inde) | |
| Udaipur-Mewar   | Résident du Mont Abu          | Rajasthan (Inde) | Maharana 1930-1949 Bhupal-Singh (°1884+1955)                                                                                       |
| Patan-Torawati  | Résident du Mont Abu          | Rajasthan (Inde) | Rao |
| Pratabgarh      | Résident du Mont Abu          | Rajasthan (Inde) | Maharawat 1929-1949 Ram-Singh II (°1908+1949) puis 1949 Ambika-Pratap-Singh (°1940-                                                |
| Shahpura        | Résident du Mont Abu          | Rajasthan (Inde) | Raja 1932-1947 Umaid-Singh II (°1876+1955) puis 1947-1949 Sudershandev-Singh (°1915+1992)                                          |
| Sirohi          | Résident du Mont Abu          | Rajasthan (Inde) | Maharao 1946-1949 Tej-Ram-Singh (°1943+2016)                                                                                       |
| Tonk            | Résident du Mont Abu          | Rajasthan (Inde) | Nawab 1930-1947 Saâdat-Ali-Khan (°1879+1947) puis 1947-1948 Farouk-Ali-Khan (°1885+1948) et 1948-1949 Ismaïl-Ali-Khan (°1917+1974) |

### Agence des États du Gujarat et résidence de Baroda

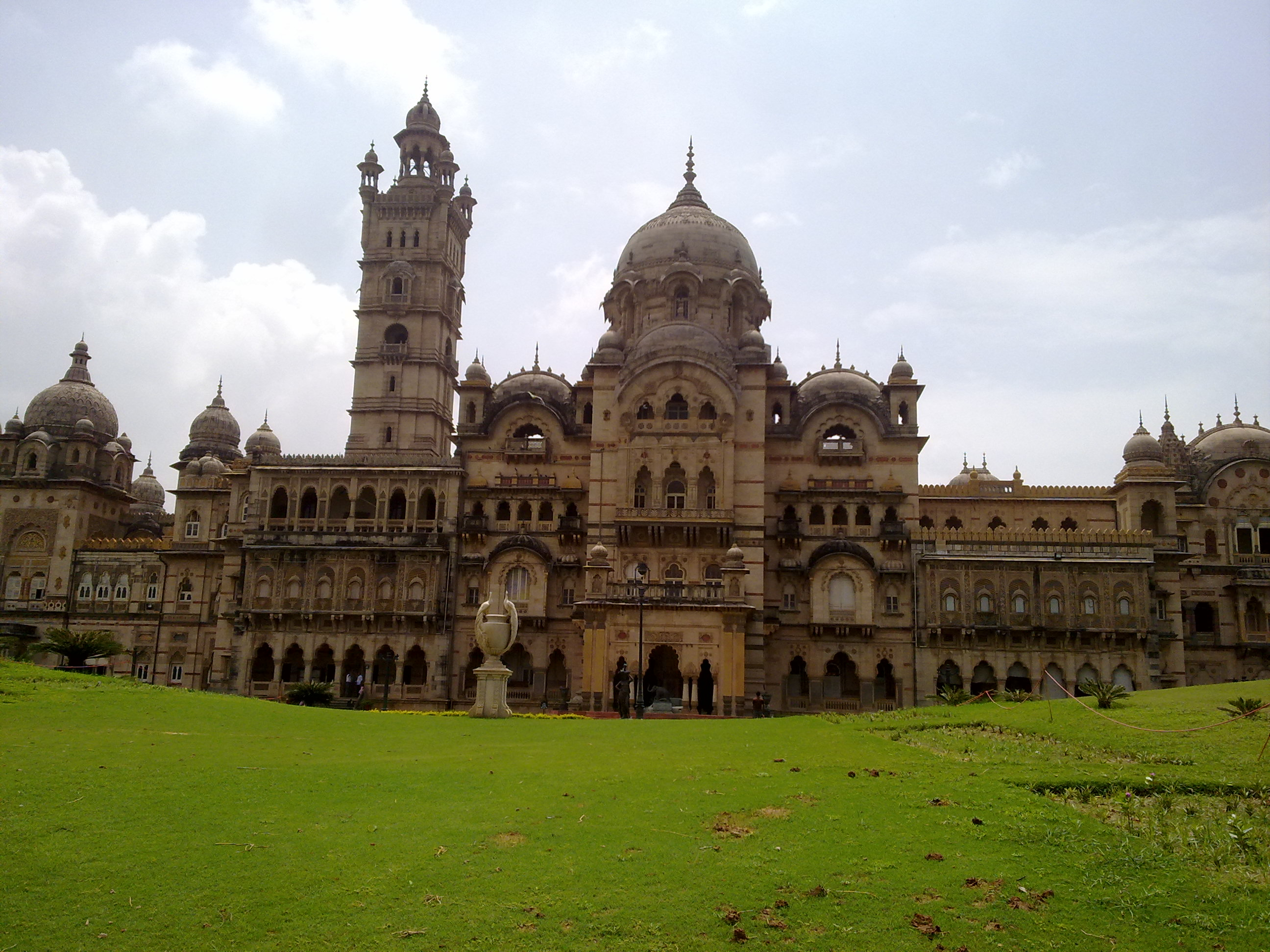
Le palais de Laxmi Vilas, construit par Sayajirao Gaekwad III, maharaja de Baroda.

- Ambliara (en) (titre et dernier dirigeant : Thakur 1908-1948 Keshrisinhji (°1887+1963)
- Bajana (en) (titre et dernier dirigeant : Malik  1920-1948 Kamal-Khan)
- Bakrol-Boru
- Balasinor (en)  (titre et dernier dirigeant : Nawab 1945-1948 Mohammed-Salabat-Khan II (°1940-
- Banda (en) (titre et dernier dirigeant : Maharaja 1911-1948 Indrasinhji (°1888+1951)
- Bariya (titre et dernier dirigeant : Maharawal Ranjitsinhji (°1886+1949)
- Baroda (titre et dernier dirigeant : Maharaja 1939-1949 Pratapsinh-Rao (°1908+1968)
- Bhavnagar (en) (titre et dernier dirigeant : Maharaja-Rao 1919-1948 Krishnakumarsinhji (°1912+1965)
- Cambay (titre et dernier dirigeant : Nawab 1915-1948 Hussein-Yawar-Khan II)
- Chhota Udaipur (titre et dernier dirigeant : Maharawal 1946-1948 Virendrasinhji (°1937+2005)
- Cutch (titre et dernier(s) dirigeant(s) : Maharao 1942-1948 Vijayaridji (°1885+1948) puis 1948 Madanasinhji (°1909+1991)
- Dangs
- Danta (en) (titre et dernier(s) dirigeant(s) : Maharana 1925-1948 Bhawansinhji (°1899+1961) puis 1948 Prithvirajsinhji (°1928+1989)
- Dhrangadhra (en) (titre et dernier dirigeant : Maharaja 1942-1948 Mayurdhwajsinhji-Meghrajji III (°1923+2010)
- Dhrol (en) (titre et dernier dirigeant : Thakur 1939-1948 Chandrasinhji)
- Gondal (en) (titre et dernier dirigeant : Maharaja 1944-1948 Bhojirajjisinhji (°1883+1952)
- Idar (titre et dernier dirigeant : Maharaja 1931-1948 Himat-Singh (°1899+1969)
- Jawhar (titre et dernier dirigeant : Raja 1927-1948 Patang-Shah V (°1917+1978)
- Junagadh (titre et dernier dirigeant : Nawab 1911-1948 Mohammed-Mahabat-Khan III (°1900+1959)
- Kamadhia (titre et dernier dirigeant : Darbar-radjah 1934-1948 Gholam-Khwaja Moïnuddin Khan (°1887+1958)
- Lakhtar (en) (titre et dernier dirigeant : Thakur 1940-1948 Indrasinhji)
- Limbdi (titre et dernier dirigeant : Thakur 1941-1948 Chhatrasalji (°1940-
- Lunavada (titre et dernier dirigeant : Maharaja 1929-1948 Virbhadrasinhji (°1910+1986)
- Maliya (titre et dernier dirigeant : Thakur 1910-1948 Bhupendrasinhji)
- Manavadar (titre et dernier dirigeant : Khan 1918-1948 Gholam-Moïnuddin-Khan (°1911+2003)
- Miyagam
- Morvi (titre et dernier(s) dirigeant(s) : Maharaja 1922-1948 Lakhdiraji (°1876+1957) puis 1948 Mahendrasinhji (°1918+1957)
- Muli (en) (titre Thakur)
- Nawanagar (titre et dernier dirigeant : Maharaja 1933-1948 Digvijaysinhji (°1895+1966)
- Palanpur (titre et dernier dirigeant : Nawab 1918-1948 Taley-Mohammed-Khan (°1883+1957)
- Pandu Mewas
- Patan
- Porbandar (en) (titre et dernier dirigeant : Maharaja 1908-1948 Natwarsinhji (°1901+1979)
- Poshina
- Radhanpur (titre dernier dirigeant : Nawab 1936-1948 Murtaza-Khan (°1899+1992)
- Rajpipla (titre dernier dirigeant : Maharaja 1915-1948 Vijaysinhji (°1890+1951)
- Sachin (titre dernier dirigeant : Nawab 1930-1948 Mohammed-Haïdar-Yakut-Khan (°1909+1970)
- Sanjeli (en) (titre dernier dirigeant : Thakur 1902-1948 Pushpasinhji)
- Sankheda Mehvassi
- Sant (en) (titre et dernier dirigeant : Raja 1946-1948 Praveensinhji)
- Surgana (titre et dernier dirigeant : Deshmukh 1936-1948 Dhairyashil-Rao (°1922+2003)
- Tharad (en) (titre et dernier dirigeant : Thakur 1921-1948 Bhimsinhji)
- Vankaner (titre et dernier dirigeant : Maharana 1881-1948 Amarsinhji (°1879+1954)
- Vanod (en)
- Vijaynagar (titre et dernier dirigeant : Maharao 1914-1948 Hamirsinhji II (°1902+1986)
- Vithalgar
- Wadhwan (titre et dernier dirigeant : Thakur 1934-1948 Surendrasinhji (°1922+1983)

### Agence de l'Inde centrale

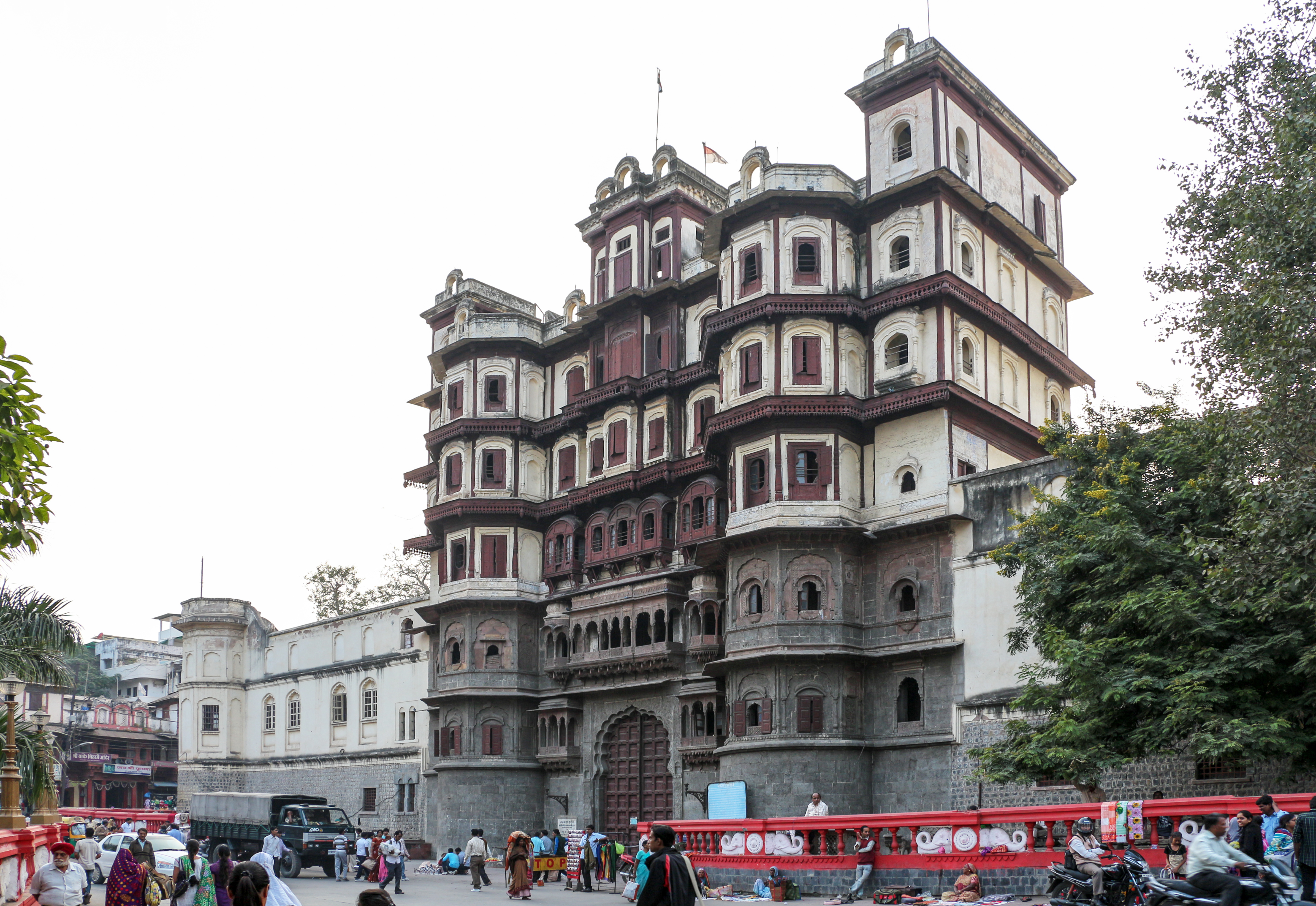
Le Rajwada d'Indore, construit par la dynastie Holkar.

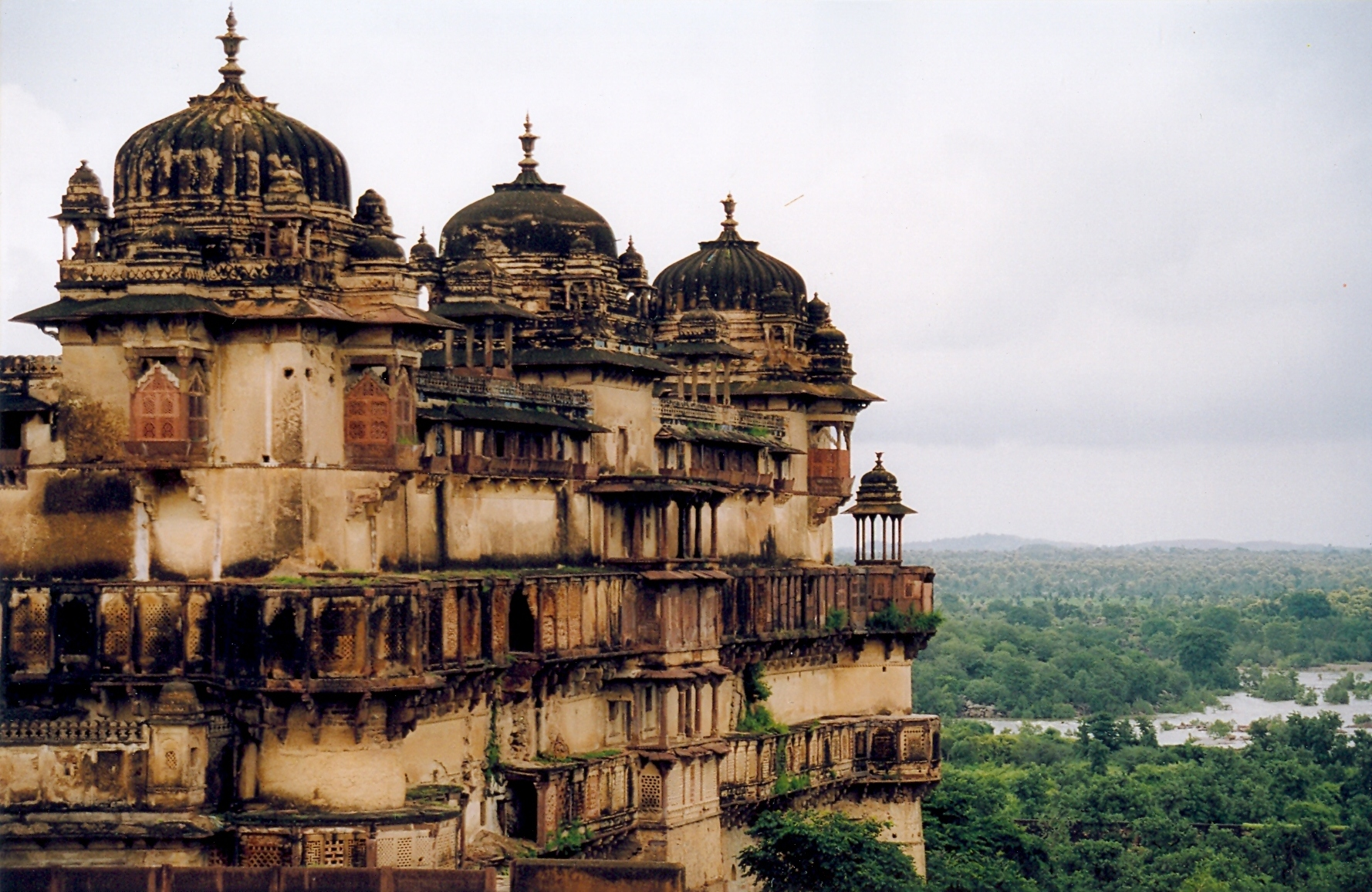
Le palais d'Orchha.

- Ajaigarh (titre dernier dirigeant : Maharaja 1942-1950 Punya-Pratap Singh (°1884+1958)
- Alirajpur (titre et dernier dirigeant : 1941-1948 Surendra Singh)
- Alipura (en) (titre et dernier dirigeant : 1934-1950 Raghuraj-Singh (°1901+1987)
- Baoni (titre et dernier dirigeant : Nawab 1911-1950 Moshtaq-Hassan Khan)
- Baraundha(titre et dernier dirigeant : Raja 1933-1950 Ram-Pratap-Singh-Judeo (+1983)
- Barwani (titre et dernier dirigeant : Maharana 1930-1948 Devi-Singh (°1922+2007)
- Beri (en) (titre et dernier dirigeant : Radjah 1945-1950 Yadavendra-Singh (°1918+1984)
- Bhopal (titre et dernier dirigeant : Nawab 1926-1949 Hamidoullah-Khan (°1894+1960)
- Bijawar (titre et dernier dirigeant : Maharaja 1940-1950 Govind-Singh (°1934+1983)
- Charkhari (titre et dernier dirigeant : Maharaja 1942-1950 Jayendra-Singh (°1929+1977)
- Chhatarpur (titre et dernier dirigeant : Maharaja 1932-1950 Bhawani-Singh (°1921+2006)
- Datia (titre et dernier dirigeant : Maharaja 1907-1950 Govind-Singh (°1886+1951)
- Dewas Senior (titre et dernier(s) dirigeant(s) : Maharaja 1937-1947 Vikramasinh-Rao (°1910+1983) puis 1947-1948 Krishnaji-Rao III (°1932+1999)
- Dewas Junior (titre et dernier dirigeant : Maharaja 1943-1948 Jeswant-Rao (°1905+1965)
- Dhar (titre et dernier dirigeant : Maharaja 1926-1948 Anand-Rao IV (°1920+1989)
- Garrauli (en) (titre et dernier dirigeant : Dewan 1946-1948 Raghuraj-Singh (°1910+1964)
- Gaurihar (en) (titre et dernier dirigeant : Rao 1932-1950 Avadhendra-Pratap-Singh)
- Indore (titre et dernier dirigeant : Maharaja 1926-1948 Jeswant-Rao II (°1908+1961)
- Jhabua (en) (titre et dernier dirigeant : Raja 1942-1948 Dilip-Singh (°1905+1965)
- Jaora (titre et dernier(s) dirigeant(s) : Nawab 1895-1947 Iftikhar-Ali-Khan (°1883+1947) puis 1947-1948 Osman-Ali-Khan (°1916+1972)
- Jaso (en) (titre et dernier dirigeant : Dewan 1942-1948 Anand-Pratap-Singh)
- Kamta-Rajaula (en) (titre et dernier dirigeant : Rao 1946-1950 Rajiv-Nandan-Prasad)
- Khaniadhana (en) (titre et dernier dirigeant : Raja 1938-1948 Dhavendra-Pratap-Singh)
- Khilchipur (en) (titre et dernier dirigeant : Raja 1942-1948 Yashodar-Singh (°1918+1961)
- Kothi (en) (titre et dernier dirigeant : Raja 1935-1950 Kaushalendra-Pratap-Singh)
- Kurwai (titre et dernier dirigeant : Nawab 1906-1948 Sarwar-Ali-Khan (°1901+1984)
- Lugasi
- Maihar (en) (titre et dernier dirigeant : Maharaja 1911-1950 Brijnathsinhji (°1896+1968)
- Makrai (en) (titre et dernier dirigeant : Raja 1929-1948 Todar-Shah (+1987)
- Mathwar
- Muhammadgarh (titre et dernier dirigeant : Nawab 1942-1948 Sabir-Qoli-Khan II)
- Nagod (en) (titre et dernier dirigeant : Raja 1926-1950 Mahendra-Singh (°1916+1981)
- Narsinghgarh (en) (titre et dernier dirigeant : Raja 1924-1948 Vikram-Singh (°1909+1957)
- Orchhâ (titre et dernier dirigeant : Maharaja 1930-1950 Vir-Singh (°1899+1956)
- Pannâ (titre et dernier dirigeant : Maharaja 1902-1950 Yadvendra-Singh (°1893+1963)
- Pathari (en) (titre et dernier dirigeant : Nawab 1913-1948 Mohammed-Abdul-Rahim-Khan)
- Piploda (en) (titre et dernier dirigeant : Rao 1936-1948 Raghuraj-Singh)
- Rajgarh (en) (titre et dernier dirigeant : Raja 1936-1948 Bikramaditya-Singh)
- Ramgadi
- Ratlam (en) (titre et dernier(s) dirigeant(s) : Maharaja 1893-1947 Sajjan-Singh (°1880+1947) puis 1947-1948 Lokendra-Singh (°1927+1991)
- Rewa (titre et dernier dirigeant : Maharaja 1946-1950 Martand-Singh (°1923+1995)
- Sailana (en) (titre et dernier dirigeant : Raja 1919-1948 Dilip-Singh (°1891+1961)
- Samthar (en) (titre et dernier dirigeant : Raja 1935-1950 Charan-Singh (°1914+1972)
- Sarila (en) (titre et dernier dirigeant : Raja 1898-1950 Mahipal-Singh (°1898+1983)

### Agence des États de l'Est

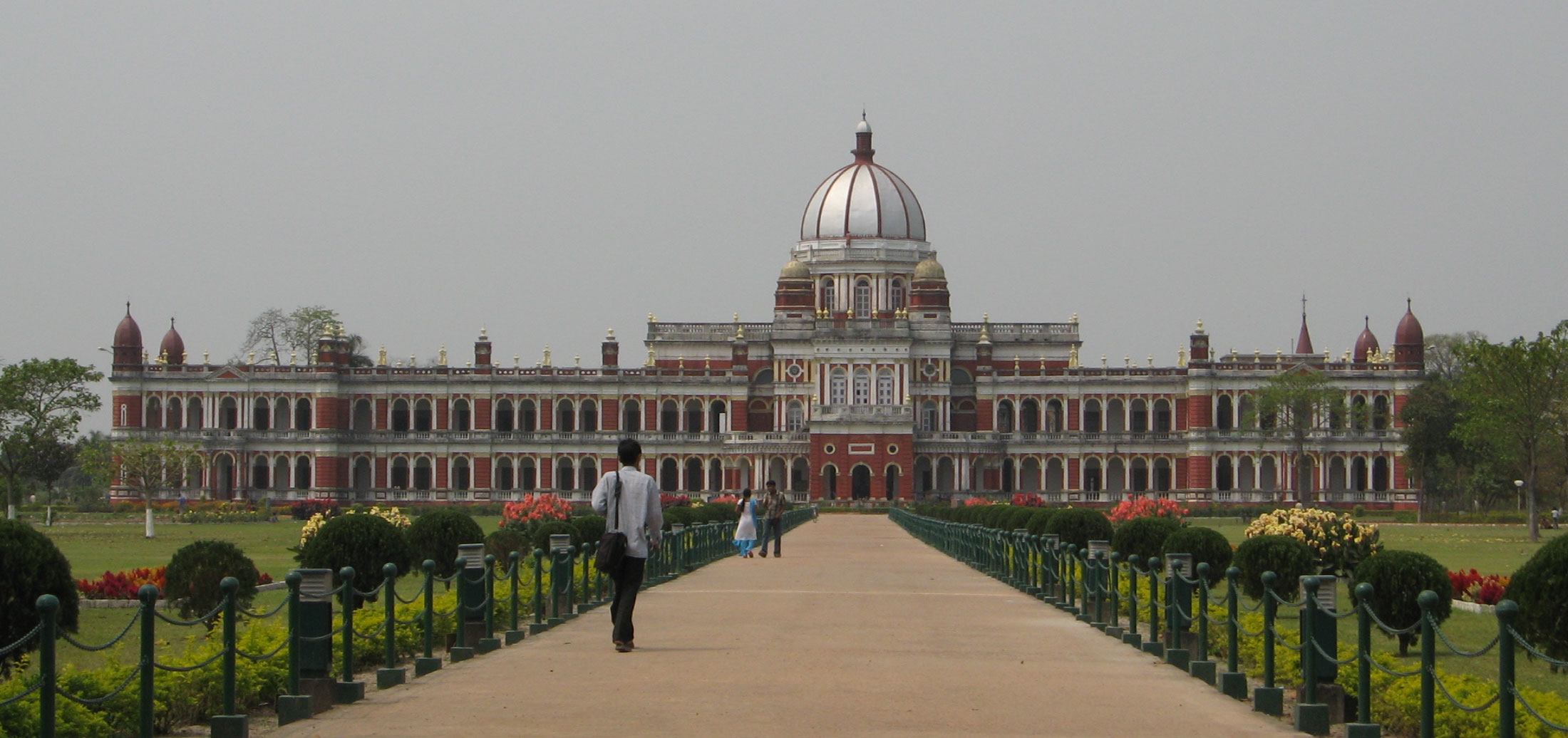
Palais à Cooch Behar.

- Athmallik (titre et dernier dirigeant : Raja 1918-1948 Kishore-Chandra-Deo-Samant (°1904+1971)
- Baramba (titre et dernier dirigeant : Raja 1922-1948 Narayan-Chandra-Birbar-Mangraj (°1914+1954)
- Bastar (titre et dernier dirigeant : Maharaja 1936-1948 Praveer-Chandra-Bhanj-Deo (°1929+1966)
- Baudh (titre et dernier dirigeant : Raja 1913-1948 Narayan-Prasad-Deo)
- Changbhakar (en) (titre et dernier dirigeant : Raja 1930-1948 Krishna-Pratap-Singh)
- Chhuikadan (titre et dernier dirigeant : Mahant 1940-1948 Ritu-Purna-Kishore-Das)
- Cooch Behar (titre et dernier dirigeant : Maharaja 1922-1950 Jagatdipendra-Narayan (°1915+1970)
- Daspalla (titre et dernier dirigeant : Raja 1913-1948 Kishore-Chandra-Deo (°1908+1960)
- Dhenkanal (titre et dernier dirigeant : Maharaja 1918-1948 Shankar-Pratap-Singh (°1904+1965)
- Hindol (en) (titre et dernier dirigeant : Raja 1906-1948 Naba-Kishore-Singh (°1891+1960)
- Jashpur (en) (titre et dernier dirigeant : Raja 1926-1948 Bijay-Bhushan-Singh (°1926+1982)
- Kalahandi (titre et dernier dirigeant : Maharaja Pratap-Kesari-Deo (°1919+2001)
- Kanker (titre et dernier dirigeant : Maharaja 1925-1948 Bhanu-Pratap-Deo (°1922+1969)
- Kawardha (titre et dernier dirigeant : Thakur 1920-1948 Dharamraj-Singh (°1910+1959)
- Keonjhar (en) (titre et dernier dirigeant : Raja 1926-1948 Balbhadra-Narayan-Bhanj)
- Khairagarh
- Khandpara (en) (titre et dernier dirigeant : Raja 1922-1948 Harihar-Singh (°1914+1977)
- Kharsawan (en) (titre : Raja)
- Koriya (en) (titre et dernier dirigeant : Raja 1909-1948 Ramanuj-Pratap-Singh-Deo (°1901+1954)
- Manipur (titre et dernier dirigeant : Maharaja 1941-1949 Bodha-Chandra-Singh (°1909+1955)
- Mayurbhanj (en) (titre et dernier dirigeant : Maharaja 1928-1949 Pratap-Chandra-Bhanj-Deo (°1901+1968)
- Nandgaon (titre et dernier dirigeant : Mahant 1940-1948 Digvijay-Das (°1933+1958)
- Nayagarh (en) (titre et dernier dirigeant : Raja 1918-1948 Krishna-Chandra-Singh (°1911+1983)
- Pal Lahara (en) (titre et dernier dirigeant : Raja 1912-1948 Sarat-Chandra-Muni-Pal)
- Patna (en) (titre et dernier dirigeant : Maharaja 1924-1948 Rajendra-Narayan-Singh-Deo (°1912+1975)
- Rairakhol (en) (titre et dernier dirigeant : Raja 1906-1948 Bir-Chandra-Jadumani-Deo (°1894+1973)
- Raigarh (en) : (titre et dernier(s) dirigeant(s) : Raja 1924-1947 Chakradhar-Singh (°1905+1947) puis 1947-1948 Lalit-Kumar-Singh (+2000)
- Ranpur (en) (titre et dernier dirigeant : Raja 1945-1948 Brajendra-Chandra-Singh-Deo (°1928+1980)
- Sakti (titre et dernier dirigeant : Rana 1914-1948 Liladhar-Singh)
- Saraikela (en) (titre et dernier dirigeant : Raja 1931-1948 Aditya-Pratap-Singh (°1887+1969)
- Sarangârh (titre et dernier dirigeant : Raja 1946-1948 Naresh Chandra Singh (°1908+1987)
- Sonepur (en) (titre et dernier dirigeant : Maharaja 1937-1948 Sudhansu-Shekhar-Singh-Deo (°1899+1963)
- Surgujâ (titre et dernier dirigeant : Maharaja 1917-1948 Ramanuj Saran Singh (°1893+1965)
- Talcher (en) (titre et dernier dirigeant : Raja 1945-1948 Hrudaya-Chandra-Dev (°1902+1970)
- Tigiria (en) (titre et dernier dirigeant : Raja 1943-1948 Brajraj-Birabira-Singh (°1921+2015)
- Tripura (en) (titre et dernier(s) dirigeant(s) : Maharaja 1923-1947 Bir-Bikram-Kishore-Deb (°1908+1947) puis 1947-1949 Kirit-Bikram-Kishore-Deb (°1933+2006)
- Udaipur (titre et dernier dirigeant : Raja 1926-1948 Chandra Chur Prasad Singh Deo)